# Frankie Bridge
Pour les articles homonymes, voir Bridge et Sandford.
Frankie Bridge (née Francesca Sandford le 14 janvier 1989 à Havering en Angleterre) est une chanteuse, auteure-compositrice-interprète et mannequin anglaise. Depuis 2007, elle est membre du groupe The Saturdays. Le groupe connait un grand succès ; elles ont sorti quatorze singles dont douze d'entre eux ont été en tête des charts au Royaume-Uni. Leurs trois albums ont atteint le Top 10 dans le classement UK Albums Chart et, grâce à cela, ils ont tous remporté un British Phonographic Industry. Avant de rejoindre The Saturdays, Frankie faisait partie d'un groupe baptisé S Club 8 ; le groupe a sorti six singles dont cinq d'entre eux ont été en tête du Top 10 dans le classement UK Singles Chart. Avant la séparation du groupe, ils sont apparus dans l'émission de télé D.R.E.A.M..
Elle a, également, enregistré une chanson en solo avec Calvin Goldspink, intitulée « Dreaming » qui a été un succès. Elle a ensuite enregistré le morceau « Undercover Lover » avec le groupe Kids in glass houses et, plus tard, elle est partie en tournée avec eux.

## Biographie
Née à Havering en Angleterre, Frankie est la fille de Viv et Kevin Sandford, ainsi que la sœur cadette de Victoria Sandford (née le 23 août 1986). Après l'école, elle allait dans une école de danse privée. Après avoir terminé ses études, elle est allée dans une école de théâtre afin d'étudier les arts musicaux. Auparavant, elle travaillait la semaine dans un bar de sa ville natale et, le samedi, elle travaillait dans une boutique de vêtements en tant que vendeuse chez AllSaints à Thurrock dans l'Essex,.

## Carrière

### 2001-2005: S Club 8
Le groupe S Club 8 s'est formé en 2001 grâce à une émission de télé-réalité connu sous le nom de S Club Search. Les auditions ont été diffusées sur la chaîne CBBC. Le groupe a été considéré comme un succès et, par conséquent, 19 Entertainment - la société de gestion qui a créé S Club 7, a décidé qu'ils devaient jouer en première partie pendant toute la tournée. Ils ont sorti leur premier single intitulé One Step Closer qui s'est placé à la deuxième place dans les charts du Royaume-Uni ; il s'est vendu à plus de 52 000 exemplaires dès la première semaine après sa sortie. Le morceau Automatic High est le deuxième single du groupe pour leur premier album et qui s'est aussi classé à la seconde place dans les charts. Frankie était la seule dans le groupe à chanter une ligne en solo pour chaque refrain de la chanson. Un troisième single intitulé New Direction est sorti et s'est placé en seconde place dans les charts. S Club 7 ont sorti leur premier album intitulé Together le 21 octobre 2002 qui a été placé à la cinquième place dans les charts après s'être vendu à plus de 4 000 exemplaires. Le 9 décembre 2002, ils ont sorti leur quatrième single intitulé Puppy Love/Sleigh Ride.
En début d'année 2003, le groupe commence à travailler sur leur deuxième album. Leur single pour promouvoir l'album s'intitule Sundown (comme le nom de l'album) et s'est placé à la quatrième place dans les charts au Royaume-Uni. Ils ont sorti leur dernier single, Don't Tell Me You're Sorry, qui s'est placé à la neuvième place dans les charts. Par la suite, le groupe est apparu dans l'émission de télé D.R.E.A.M.. Le groupe s'est séparé en 2005.

### 2007-Présent: The Saturdays

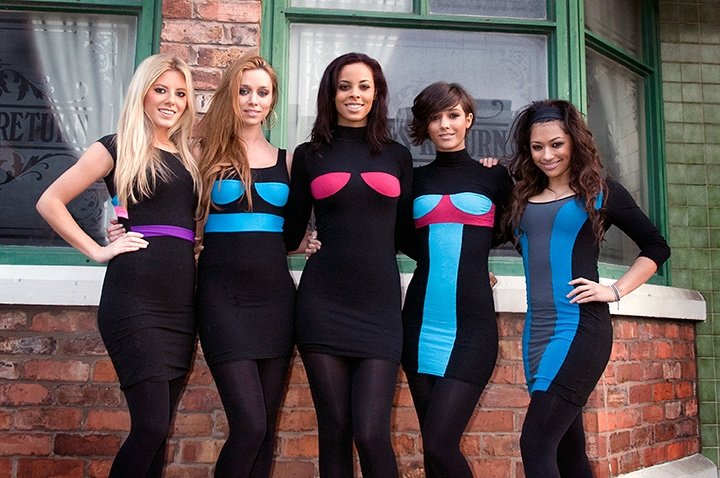
The Saturdays en avril 2009.

Depuis 2007, Frankie fait partie du groupe The Saturdays dont les autres membres sont Una Healy, Mollie King, Vanessa White et Rochelle Wiseman (ancienne membre du groupe S Club 8). Elles ont huit singles et trois albums en tête du Top 10,. Le girl group a sorti son premier single intitulé If This Is Love en juillet 2008 et il s'est placé à la huitième place au Royaume-Uni. Elles ont, ensuite, sorti un deuxième single intitulé Up qui s'est placé à la cinquième place au Royaume-Uni. Plus tard, le single Up a été certifié disque de platine. Le 27 octobre 2008, elles ont sorti leur premier album intitulé Chasing Lights. Il s'est rangé à la neuvième place dans les charts au Royaume-Uni et, selon le British Phonographic Industry, il a été certifié disque de platine. Elles ont alors sorti un troisième single intitulé Issues - qui a également été certifié platine. Par la suite, The Saturdays ont enregistré une nouvelle version de la chanson Just Can't Get Enough du groupe Depeche Mode. Le single s'est placé en seconde position dans les charts du Royaume-Uni ; derrière Right Round de Flo Rida. Le cinquième et dernier single (pour l'album Chasing Lights) intitulé Work est sorti en juin 2009 et fut le premier single du groupe à échouer dans le Top 20. Plus tard, le girl group est parti en tournée, le « Work Tour ».
En octobre 2009, le groupe a sorti un deuxième album intitulé Wordshaker - qui s'est placé à la neuvième position et qui a été certifié platine par le British Phonographic Industry. Le premier single de l'album est Forever Is Over qui s'est placé à la seconde place dans les charts. En début d'année 2010, elles ont sorti le deuxième et dernier single intitulé Ego - qui s'est placé à la neuvième place.
Dans l'été 2010, elles ont sorti un mini-album intitulé Headlines! qui s'est placé à la troisième place dans les charts au Royaume-Uni et à la dixième place en Irlande. Leur huitième single fut Missing You - placé en troisième place au Royaume-Uni et sixième en Irlande. Le deuxième single de ce mini-album fut Higher sur lequel le rappeur américain, Flo Rida, leur a proposé une collaboration. Les cinq filles ont sorti un troisième album intitulé On Your Radar - qui a reçu des critiques négatives et qui a été placé à la 23e place dans les charts. Pour cet album, elles ont sorti trois singles ; All Fired Up, Notorious et My Heart Takes Over. En décembre 2011, The Saturdays sont parties en tournée, le « All Fired Up Tour ».
En 2012, le groupe a commencé à travailler sur leur quatrième album. En mai 2012, elles ont sorti un premier single intitulé 30 Days. Il a, ensuite, été annoncé que le groupe avait signé un contrat avec les labels Def Jam et Mercury Records afin de sortir leur musique aux États-Unis. En mai 2013, le groupe a sorti un deuxième single intitulé Gentleman.

### En solo

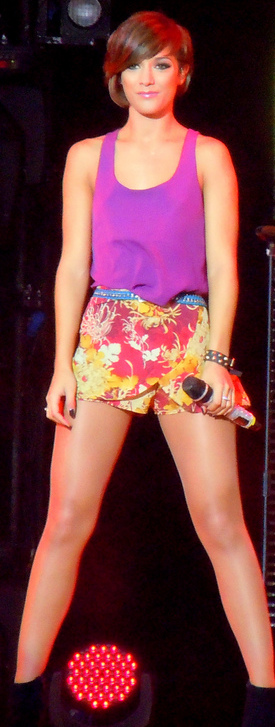
Frankie Sandford en concert avec The Saturdays en septembre 2011.

En novembre 2008, Frankie est apparue avec les autres membres de The Saturdays dans le spin-off de Hollyoaks,. En janvier 2009, elles ont interprété la chanson"Issues dans l'émission Myths. Elle a, également, enregistré une chanson en solo avec Calvin Goldspink, intitulé Dreaming qui a été un succès. Elle a ensuite enregistré le morceau Undercover Lover avec le groupe Kids in glass houses et, plus tard, elle est partie en tournée avec eux.
En août 2014, il a été confirmé que Frankie participerait à la douzième saison de l'émission de télé-réalité, Strictly Come Dancing (une version britannique de Dancing with the Stars) ; son partenaire est le danseur Kevin Clifton et l'émission sera diffusée sur la chaîne BBC One dès le 26 septembre 2014,.

## Style musical
En 2002, à l'âge de 13 ans, Frankie a signé son premier contrat avec un label pour le groupe S Club 8. Dans leur premier single, One Step Closer, Frankie chante une ligne en solo dans chaque refrain et aussi à la fin. Toutes les chansons du groupe ont été inspirées par la musique pop. Après la séparation du groupe, Frankie a signé un contrat avec le label Polydor et a mis une chanson intitulée Bored de style R&B sur son MySpace. Plus tard, elle a enregistré une chanson intitulée Swallow de style pop rock. Lorsqu'elle devient membre du girl group The Saturdays, leur style de musique se situe entre la synthpop et la new wave, à la suite de leur premier single intitulé If This Is Love. À la suite du single Missing You, la prestation de Frankie a été critiquée car elle a utilisé l'Auto-Tune pour certaines notes sur ce titre. De nombreux artistes ont déclaré vouloir collaborer avec Frankie en solo, notamment Bruno Mars et Flo Rida.

## Vie privée
De 2008 à 2010, Frankie Bridge a une relation très médiatisée avec Dougie Poynter, le bassiste du groupe McFly,. Depuis la fin d'année 2010, elle partage la vie du footballeur britannique Wayne Bridge,. Le couple se fiance en avril 2013, puis se marie le 19 juillet 2014 à Bedfordshire,. Ils ont deux fils : Parker Bridge (né le 18 octobre 2013) et Carter Bridge (né le 15 août 2015),. Frankie Bridge a un beau-fils, Jaydon Jean Claude Bridge (né le 21 novembre 2006), issu de l'union précédente de Wayne Bridge avec la mannequin française Vanessa Perroncel. 

### Problèmes de santé
En octobre 2011, Frankie déclare qu'elle a suivi un traitement dans une clinique pour des raisons inconnues ; cependant, elle a déclaré que ce n'était pas en rapport avec l'alcool, la drogue ou un problème alimentaire. Un peu plus tard, elle révèlera qu'elle se bat contre la dépression et la crise d'angoisse depuis ses 15 ans,. En décembre 2011, elle affirme qu'elle va beaucoup mieux et qu'elle partira en tournée avec le groupe.